# Climat de Lot-et-Garonne
Le climat de Lot-et-Garonne se situe dans la zone climatique océanique. Mais, il s'agit d'un climat océanique dégradé avec une amplitude thermique annuelle plus marquée et des précipitations moins abondantes que sur le littoral aquitain. De plus, à la différence du littoral, le printemps (surtout à sa fin) y est plus arrosé que l'hiver. Les vents dominants sont d'ouest sans être exclusifs.

## Paramètres généraux
| Données climatiques | Lot-et-Garonne (Agen)  | Moyenne nationale      |
| ------------------- | ---------------------- | ---------------------- |
| Insolation          | 1984 heures par an     | 1973 heures par an     |
| Précipitations      | 716 millimètres par an | 770 millimètres par an |
| Brouillard          | 70,6 jours par an      | 40 jours par an        |
| Orage               | 30 jours par an        | 22 jours par an        |
| Neige               | 4,8 jours par an       | 14 jours par an        |

| Mois                              | jan. | fév. | mars | avril | mai  | juin | jui. | août | sep. | oct. | nov. | déc. | année |
| --------------------------------- | ---- | ---- | ---- | ----- | ---- | ---- | ---- | ---- | ---- | ---- | ---- | ---- | ----- |
| Température minimale moyenne (°C) | 3,1  | 4,5  | 5    | 6,7   | 10,6 | 13,2 | 15,4 | 15,1 | 13   | 10,6 | 6,6  | 4    | 8,2   |
| Température moyenne (°C)          | 5,1  | 6,7  | 8,6  | 11,3  | 14,8 | 18,2 | 20,8 | 20,2 | 18   | 14   | 8,6  | 5,6  | 12,6  |
| Température maximale moyenne (°C) | 8,5  | 10,8 | 13,6 | 16,4  | 20,2 | 23,8 | 26,9 | 26,2 | 24,1 | 19   | 12,5 | 8,8  | 17,6  |

## Climats locaux

### Climat d'Agen
Du 1er juillet 1939 au 21 septembre 2005, la station est à l'aéroport d'Agen-la-Garenne à 44,17667, 0,595, à 59 m d'altitude.
Depuis le 22 septembre 2005, la station est à 44,1722, 0,59472, à 58 m d'altitude.
La ville bénéficie d'un climat tempéré doux en automne, avec des printemps le plus souvent pluvieux et humides, des étés assez chauds et secs et des hivers doux. L'hiver est doux et le mois de janvier le plus froid comporte des températures proches de 5 °C. Le record de température minimale a été enregistré à −21,9 °C en février 1956. Au printemps, les températures sont en hausse régulière avec des mois d'avril et de mai souvent pluvieux. L'été dure de 3 à 4 mois et est chaud, voire très chaud, et sec. Les records de chaleur sont réguliers avec des températures qui peuvent dépasser les 40 °C de juillet à août et des températures qui dépassent les 30 °C au printemps et en automne. Les orages sont des phénomènes réguliers dont les précipitations sont abondantes et ponctuelles. Enfin, l'automne est doux et peu pluvieux.
| Ville             | Ensoleillement · (h/an) | Pluie · (mm/an) | Neige · (j/an) | Orage · (j/an) | Brouillard · (j/an) |
| ----------------- | ----------------------- | --------------- | -------------- | -------------- | ------------------- |
| Médiane nationale | 1 852                   | 835             | 16             | 25             | 50                  |
| Agen              | 1 984                   | 716             | 4,8            | 30,1           | 70,6                |
| Paris             | 1 717                   | 634             | 13             | 20             | 26                  |
| Nice              | 2 760                   | 791             | 1              | 28             | 2                   |
| Strasbourg        | 1 747                   | 636             | 26             | 28             | 69                  |
| Brest             | 1 555                   | 1 230           | 6              | 12             | 78                  |
| Bordeaux          | 2 070                   | 987             | 3              | 32             | 78                  |

| Mois                              | jan.  | fév.  | mars  | avril | mai  | juin | jui. | août | sep. | oct. | nov. | déc.  | année |
| --------------------------------- | ----- | ----- | ----- | ----- | ---- | ---- | ---- | ---- | ---- | ---- | ---- | ----- | ----- |
| Température minimale moyenne (°C) | 2     | 2,5   | 4,1   | 6,4   | 9,9  | 13   | 14,9 | 14,7 | 12,1 | 9,2  | 4,9  | 2,6   | 8,1   |
| Température moyenne (°C)          | 5,5   | 6,9   | 9,3   | 11,7  | 15,4 | 18,8 | 21   | 20,8 | 18,1 | 14,2 | 8,8  | 5,9   | 13,1  |
| Température maximale moyenne (°C) | 8,9   | 11,2  | 14,4  | 16,9  | 21   | 24,5 | 27,1 | 26,8 | 24,1 | 19,2 | 12,6 | 9,1   | 18    |
| Record de froid (°C)              | −17,4 | −21,9 | −10,5 | −3,4  | −1,6 | 3,9  | 7    | 4,7  | 1    | −4,4 | −8,6 | −12,1 | −21,9 |
| Record de chaleur (°C)            | 20,1  | 25    | 26,3  | 30,2  | 34   | 38,8 | 40,6 | 42,4 | 36,7 | 32   | 25,4 | 21,6  | 41    |
| Précipitations (mm)               | 59,6  | 54,6  | 53,8  | 62,1  | 79,5 | 62,2 | 53   | 55,7 | 59,3 | 59,9 | 60,5 | 65,4  | 725,9 |

| Mois                              | jan. | fév. | mars | avril | mai  | juin | jui. | août | sep. | oct. | nov. | déc. | année |
| --------------------------------- | ---- | ---- | ---- | ----- | ---- | ---- | ---- | ---- | ---- | ---- | ---- | ---- | ----- |
| Température minimale moyenne (°C) | 2,1  | 2,4  | 4,4  | 6,6   | 10,3 | 13,6 | 15,4 | 15,3 | 12,3 | 9,7  | 5,4  | 2,8  | 8,4   |
| Température maximale moyenne (°C) | 9,2  | 11,3 | 15   | 17,5  | 21,5 | 25   | 27,6 | 27,6 | 24,5 | 19,6 | 13,2 | 9,5  | 18,5  |

### Climat de Villeneuve-sur-Lot
Le climat de Villeneuve-sur-Lot est du type océanique aquitain : doux et humide avec une tendance méditerranéenne l'été.